# Elisa Loncon
Elisa del Carmen Loncon Antileo (Comunidad Lefweluan, Traiguén, 23 de enero de 1963) es una académica chilena de etnia mapuche, además de lingüista, activista por los pueblos indígenas y política. 
Es impulsora del proyecto de Ley General de Derechos Lingüísticos de los Pueblos Originarios, presentado en julio de 2014 por un grupo de nueve diputados, entre ellos el actual presidente de Chile Gabriel Boric, en calidad de diputado por la Región de Magallanes y de la Antártica Chilena.
Desde el 4 de julio de 2021 hasta el 5 de enero de 2022, tras haber sido electa por la Macrozona 1 en representación del pueblo mapuche, ejerció como presidenta de la Convención Constitucional de Chile, institución representativa creada para la redacción del proyecto de Constitución a someterse a plebiscito en el marco del proceso constituyente que fue rechazado por una amplía mayoría de la población.

## Familia, estudios y carrera profesional
Nació el 23 de enero de 1963, en una comunidad de Traiguén, hija de Juan Alberto Loncon Huaiquimil y de Margarita Antileo Reiman. Durante su infancia, debía caminar ocho kilómetros en un camino de tierra para ir a la escuela a cursar su enseñanza básica.
Durante sus estudios secundarios, participó en la lucha contra la dictadura militar del general Augusto Pinochet dentro de distintas organizaciones de izquierda y mapuche. Obtuvo el título de profesora de inglés en la Universidad de La Frontera, con cursos de postítulo en el Instituto de Estudios Sociales de La Haya (Países Bajos) y en la Universidad de Regina (Canadá). Luego, cursó un magíster en lingüística en la Universidad Autónoma Metropolitana, Iztapalapa UAM-I (México) graduándose en 2011 con la tesis «Morfología y aspectos del mapudungun». Obtuvo un doble doctorado en 2017 en Humanidades en la Universidad de Leiden (Países Bajos) y en Literatura en la Pontificia Universidad Católica de Chile (PUC) con la tesis doctoral titulada «La capacidad creadora del mapudungun y el origen de los neologismos».
Se ha desempeñado como profesora a jornada completa en la Universidad de Santiago, abocándose a la investigación sobre la enseñanza del mapudungún y su persistencia en el contexto contemporáneo. Sus líneas de investigación son las siguientes: didáctica general, educación intercultural, políticas lingüísticas y metodología de la enseñanza de las lenguas indígenas.
Formó parte del grupo teatral de la organización Ad Mapu, participando del diseño de la bandera mapuche Wenufoye.
Está divorciada.

### Obra escrita
Escribió el libro Crear nuevas palabras. Innovación y expansión de los recursos lexicales de la lengua mapuche (1999) junto con Francesco Chiodi, en que aborda distintas formas de neología que pudieran ser productivas en mapudungún. Sus trabajos investigativos han contribuido tanto en el derecho de los pueblos indígenas en Chile, en especial en lo referente a los derechos humanos en materia lingüística en su país; así como también han sido utilizados en las ciencias sociales para comprender mejor los aspectos culturales y sociolingüísticos de la cultura histórica mapuche en su cosmovisión ancestral, como por ejemplo, en trabajos de investigación sobre el rol de la mujer y sistemas de género indígenas, como la desaparición de la figura del machi weye bajo una perspectiva epistémica.
Asimismo, fue una de las tres autoras del libro Violeta Parra en el Wallmapu. Su encuentro con el canto mapuche, publicado en 2017, donde exponen la interculturalidad del arte chileno centrado en el caso de Violeta Parra, Loncon realizó las traducciones de las grabaciones de la cantautora al idioma mapuche.

## Carrera política
Pertenece a la comunidad de Lefweluan, ubicada en la comuna de Traiguén. Fue parte del Consejo de Todas las Tierras, y es una de las creadoras del Centro Intercultural para la Investigación y la Transformación Educativa Rangin Wenu Mapu de la Universidad de Santiago de Chile.
En México, fue asesora de la Coordinación General de Educación Intercultural Bilingüe de la Secretaría de Educación Pública (SEP).

### Convencional constituyente

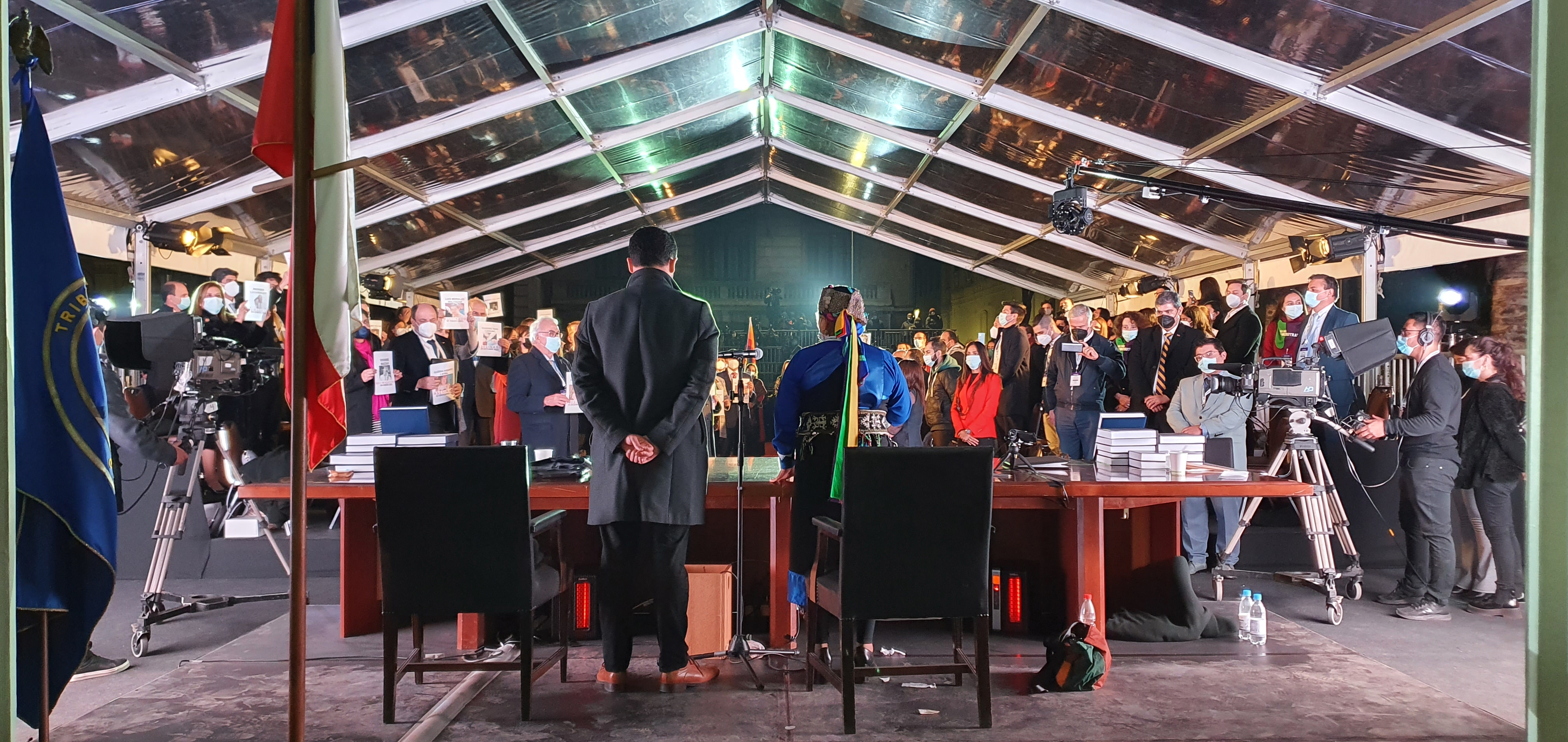
Primera sesión de la Convención Constitucional, 4 de julio de 2021.

En las elecciones del 15 y 16 de mayo de 2021 se presentó como candidata a convencional constituyente por un cupo de escaños reservados de representantes de pueblos indígenas, en representación del pueblo mapuche de las regiones de Coquimbo, Valparaíso, Santiago, O'Higgins y Maule en la Convención Constitucional. Obtuvo 11 714 votos correspondientes a un 5,38% del total de sufragios válidamente emitidos.
El 4 de julio de 2021, durante la ceremonia inaugural del organismo, fue elegida presidenta de la Convención Constitucional, obteniendo 96 de los 155 votos totales. Luego de haber denunciado acoso y amenazas, el 20 de julio le fueron asignadas dos escoltas mujeres de Carabineros para otorgarle seguridad. Además de las amenazas directas, Loncon también ha recibido constantes críticas y ataques provenientes de un grupo de alrededor de 8000 cuentas únicas en Twitter.
Dada su labor como presidenta de la Convención Constitucional, en septiembre de 2021 fue nombrada por la revista Time como una de las 100 personas más influyentes del año. Asimismo, en diciembre del mismo año Loncon fue incluida en el listado de las 25 mujeres más influyentes del año, realizado por el periódico Financial Times, y en el listado de 100 mujeres destacadas de 2021 realizado por la BBC. Ese mes también fue galardonada por el Gobierno Vasco con el premio René Cassin de derechos humanos.
Tras la aprobación del reglamento de la Convención, en octubre de 2021, se incorporó a la comisión temática de Principios Constitucionales, Democracia, Nacionalidad y Ciudadanía; y a la Comisión de Derechos de los Pueblos Indígenas y Plurinacionalidad.

## Obra
- Crear nuevas palabras. Innovación y expansión de los recursos lexicales del mapuzugun (1999), junto a Francisco Chiodi. Universidad de la Frontera.
- Violeta Parra en el Wallmapu: su encuentro con el canto mapuche (2017), junto a Paula Miranda y Allison Ramay. Centro de Estudios Interculturales e Indígenas; Pehuén.

## Reconocimientos
- 2021: Premio René Cassin de Derechos Humanos (Gobierno Vasco, España)[34]

## Historial electoral

### Elecciones de convencionales constituyentes de 2021
- Elecciones de convencionales constituyentes de 2021, para convencional constituyente por el pueblo mapuche, Macrozona 1 (Coquimbo, Valparaíso, Región Metropolitana, O'Higgins y Maule)[35]

| Candidato            | Votos  | %    | Resultado                  |
| -------------------- | ------ | ---- | -------------------------- |
| Elisa Loncon Antileo | 11 708 | 5,37 | Convencional constituyente |
| Isabel Cayul         | 11 352 | 5,21 |                            |
| Luz Cheuquel         | 7255   | 3,33 |                            |
| Alihuén Antileo      | 7034   | 3,23 |                            |
| Iván Cheuquelaf      | 3660   | 1,68 |                            |